# Per Afán de Ribera el Viejo
Per Afán de Ribera el Viejo, conocido también como Perafán de Ribera (c. 1338-1423) fue un noble castellano que llegó a ser adelantado mayor de la frontera de Andalucía y notario mayor de Andalucía. 
Fue señor de las Aguzaderas y de las villas de Espera y Bornos.

## Biografía
Algunos autores afirman que nació en 1338, aunque otros simplemente señalan que debió nacer hacia esa fecha. Fue hijo de Ruy López de Ribera y de Inés de Sotomayor, y su padre falleció en 1344 durante el sitio de Algeciras. En 1371 el rey Enrique II de Castilla le entregó a Per Afán unas casas en Sevilla, que habían sido de Leonor de Guzmán, en la collación de San Marcos, como premio por su lealtad. Esos edificios pasaron luego a Pedro González de Mendoza y Juan I de Castilla entregó a Per Afán en compensación un juro de 6.000 maravedíes anuales en el almojifarazgo real de Sevilla. Posteriormente, el mismo Juan I le cambió esto por el dominio del castillo de Las Aguzaderas, cuyo señorío y jurisdicción había pertenecido hasta entonces al Arzobispo y al cabildo de la Catedral. Ese castillo le fue entregado por encontrarse en un lugar de la frontera con los moros y ser Per Afán un caballero guerrero idóneo.
En 1384 era ya caballero veinticuatro de Sevilla (equivalente a concejal) y actuaba como capitán general de la flota en el asedio de Lisboa. A Per Afán le habría correspondido el mando de 5 galeras armadas por orden regia en Sevilla. En 1386 será nombrado Notario Mayor de Andalucía.
A partir de 1391 se inicia una pugna entre nobles sevillanos por el cargo del almirantazgo, por el que luchaban Alvar Pérez de Guzmán alguacil de la ciudad, y Diego Hurtado de Mendoza. Esta pugna realmente escondía otra de mayor alcance, la preponderancia sobre las instituciones sevillanas durante la minoría de edad del rey Enrique III. En dicha pugna Per Afán de Ribera representó la autoridad real. De la parte de Pérez de Guzmán se encontraba también Pedro Ponce de León, señor de Marchena, y de la de Hurtado de Mendoza se encontraba el conde de Niebla, Juan Alfonso de Guzmán. 
En 1396 es nombrado Adelantado Mayor de Andalucía y, junto con Fernando Dantés, primer corregidor o asistente regio en la ciudad, garantizarán la autoridad del monarca en la urbe. Los descendientes de aquellos nobles continuaron con estas rencillas, pero eso no evitó que Per Afán tomara un papel importante en las luchas contra el reino de Granada, en las que finalmente se logró la conquista de Antequera en 1410.

## Fallecimiento y sepultura
Falleció en 1423, cuando contaba aproximadamente 85 años de edad, aunque Álvar Pérez de Guzmán afirmó erróneamente que falleció en 1425.
Fue sepultado en la Cartuja de Santa María de las Cuevas de Sevilla, donde también recibieron sepultura muchos de sus descendientes.

## Matrimonio y descendencia
Se casó en primeras nupcias con María Rodríguez Mariño con quien tuvo los siguientes hijos:
- Ruy López de Ribera (que comparte nombre con su abuelo), llamado a suceder en sus cargos a su padre, muerto en el asedio de Setenil en 1407.
- Payo Mariño, estaba dedicado a los estudios eclesiásticos.

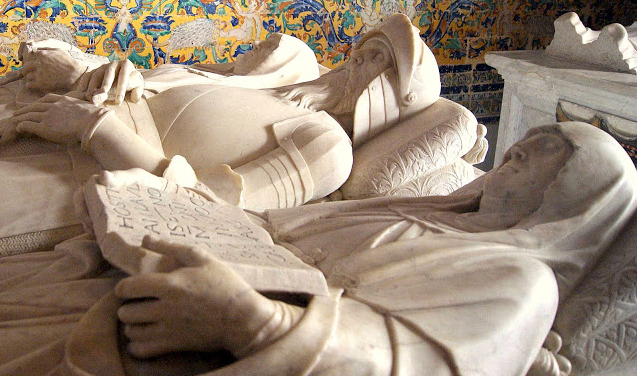
Aldonza de Ayala, IV Señora del Valdepusa junto con su esposo Per Afán de Ribera "El Viejo". Al fondo, María Rodríguez Mariño.

En segundas nupcias, en torno a 1395, se casó con Aldonza de Ayala, IV Señora de Valdepusa y Malpica, hija de Diego Gómez de Toledo y de Inés de Ayala.
- Diego Gómez de Ribera. Diego recibe el cargo de Notario Mayor de Andalucía en 1411 y actuaba como Adelantado ya en 1416. Tanto él como su padre delegaban los aspectos judiciales del cargo en un lugarteniente. Heredero de Per Afán de Ribera a la muerte del primogénito, Ruy López.
- Payo de Ribera, Señor de Malpica y Valdepusa. Mariscal de Castilla, regidor de Toledo. Casó con Marquesa de Guzmán, hija de Juan Ramírez de Guzmán y de Juana Palomeque. [9][10]